# Żabki (przystanek kolejowy)
Żabki (ukr. Жабки; ros. Жабки) – przystanek kolejowy w pobliżu miejscowości Żabka, w rejonie łuckim, w obwodzie wołyńskim, na Ukrainie. Leży na linii Lwów – Kiwerce.